# 卡门·卡尔沃
卡门·卡尔沃·波亚托（西班牙語：Carmen Calvo Poyato，1957年6月9日—）是西班牙工人社会党女性政治人物，宪法学博士，1996年至2004年担任西班牙安達盧西亞自治区政府文化部长，2004年至2007年出任萨帕特罗政府内阁文化大臣。
2018年6月出任桑切斯内阁的副首相兼首相府、议会关系与平等大臣。

## 早年
毕业于塞维利亚大学法律专业，在科尔多瓦大学深造并获得憲制性法律博士学位。
后成为科尔多瓦大学宪法学教授，1990年至1994年担任法学院副院长。1992年至1996年在安达卢西亚犯罪学研究所担任研究员。

## 政治生涯
1990年代进入政界，1994年至1996年担任科尔多瓦市经济和社会委员会法律顾问，1999年加入工人社会党。

### 安达卢西亚政府
1996年4月，在曼努埃尔·查维斯的领导下，她被任命为安达卢西亚政府文化部长。2000年当选安达卢西亚议会科尔多瓦选区议员。
任期内，她调集资金，扩建了科尔多瓦考古博物馆，并为塞维利亚和科尔多瓦的许多古老教堂、图书馆和剧院进行了质量维护工程。2003年出席了马拉加毕加索当代艺术博物馆揭幕式。2004年，她在何塞·路易斯·加西亚·桑切斯导演的电影《亲爱的玛丽亚》（María querida）中饰演自己作为安达卢西亚文化部长的角色。

### 文化大臣

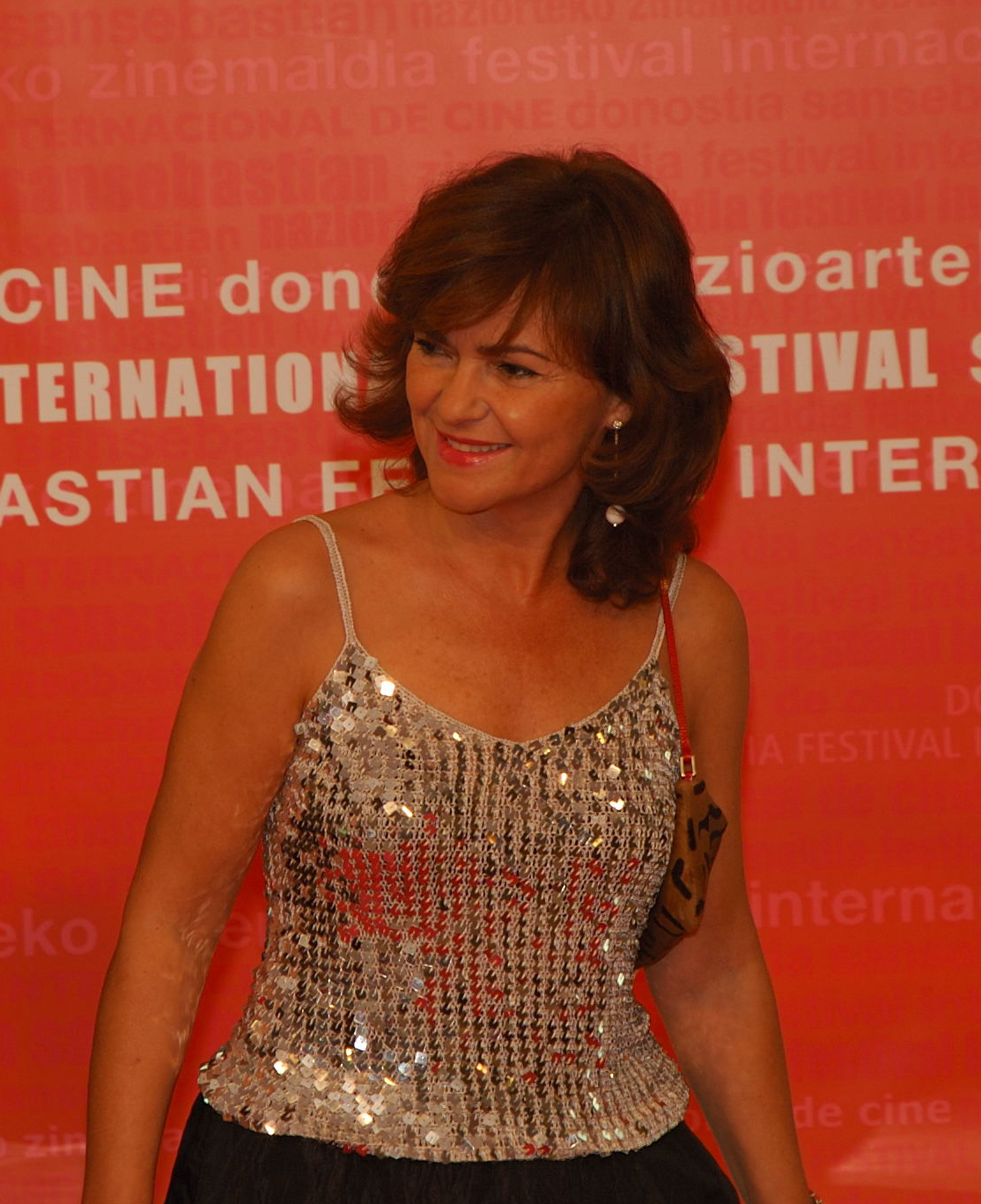
卡尔沃在2006年聖塞瓦斯蒂安國際電影節现场

2004年1月，工人社会党总书记萨帕特罗成立“知名人士委员会”，她成为其中一名成员。在2004年3月的西班牙大选中，她当选眾議院科尔多瓦选区议员。4月成为萨帕特罗内阁的文化部长。
任期内，她致力于打击盗版文化产品，并于2005年调资100万欧元用于知识产权的公众教育活动。但她的一些言论，如“知识产权不是绝对的权利”，遭到了音乐产业人士的批评。她还下令将萨拉曼卡文件从西班牙内战总档案馆转移到加泰罗尼亚。
由于2006年西班牙電影业的糟糕表现，她于2007年提出了一项法律草案，强制让西班牙电影院放映欧洲电影，且覆盖率不得少于25％。她的决定遭到了电影院的强烈反对，引致2007年6月18日的全国性罢工，波及该国93%的电影产业。由于较低的支持率，她于7月辞职。
2006年2月，她率领代表团访华，与中国时任文化部长孙家正举行会谈，并商定2007年在中国举办“西班牙年”活动。

### 众议院副议长
辞职后，她当选西班牙国会众议院第一副议长，直到2008年卸任。
在2008年西班牙大选中，她再次当选议员，并被任命为众议院平等委员会主席，和综合残疾政策委员会委员。议员任期内她还主持了关于堕胎和性别暴力的两个小组委员会。
2007年11月25日至29日，她在马德里会见中国访西代表，时任全国人大常委会副委员长何鲁丽，并共同出席“中西论坛”第四次会议闭幕式。
由于对科尔多瓦选区议员名单的分歧，她没有参加2011年大选，而是回到了科尔多瓦大学，继续担任教授。
2017年被工人社会党总书记佩德罗·桑切斯任命为党内平等部书记。

### 副首相

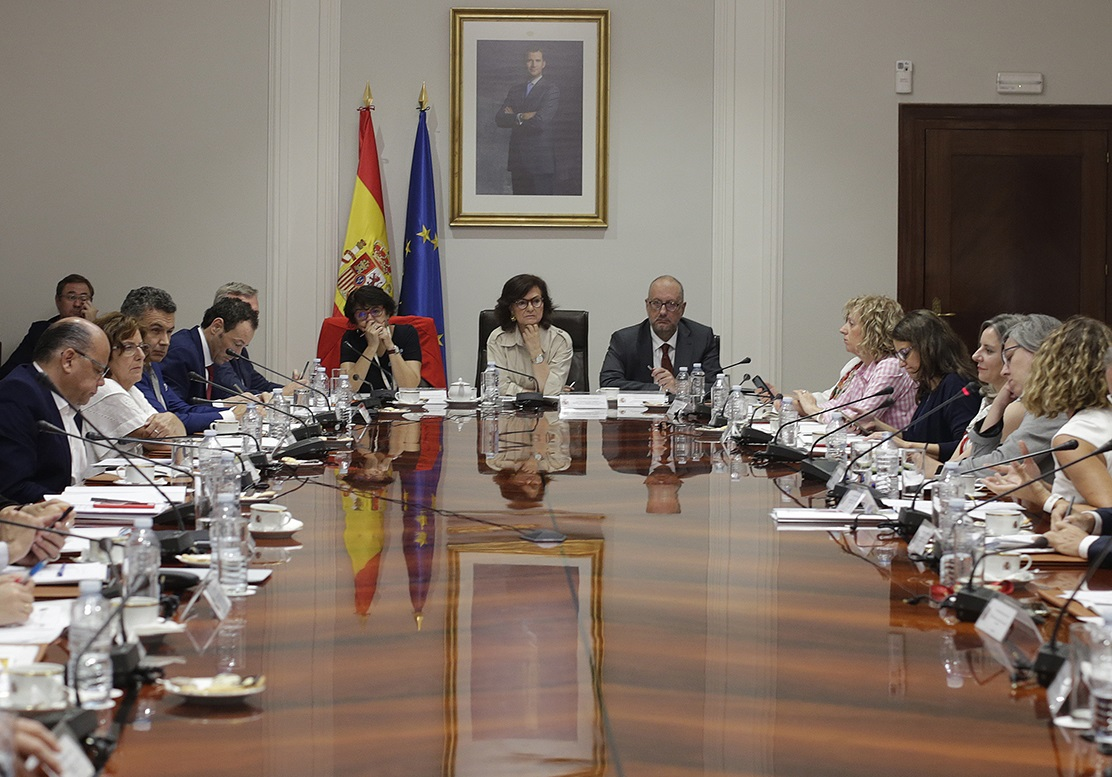
主持关于平等议题的会议

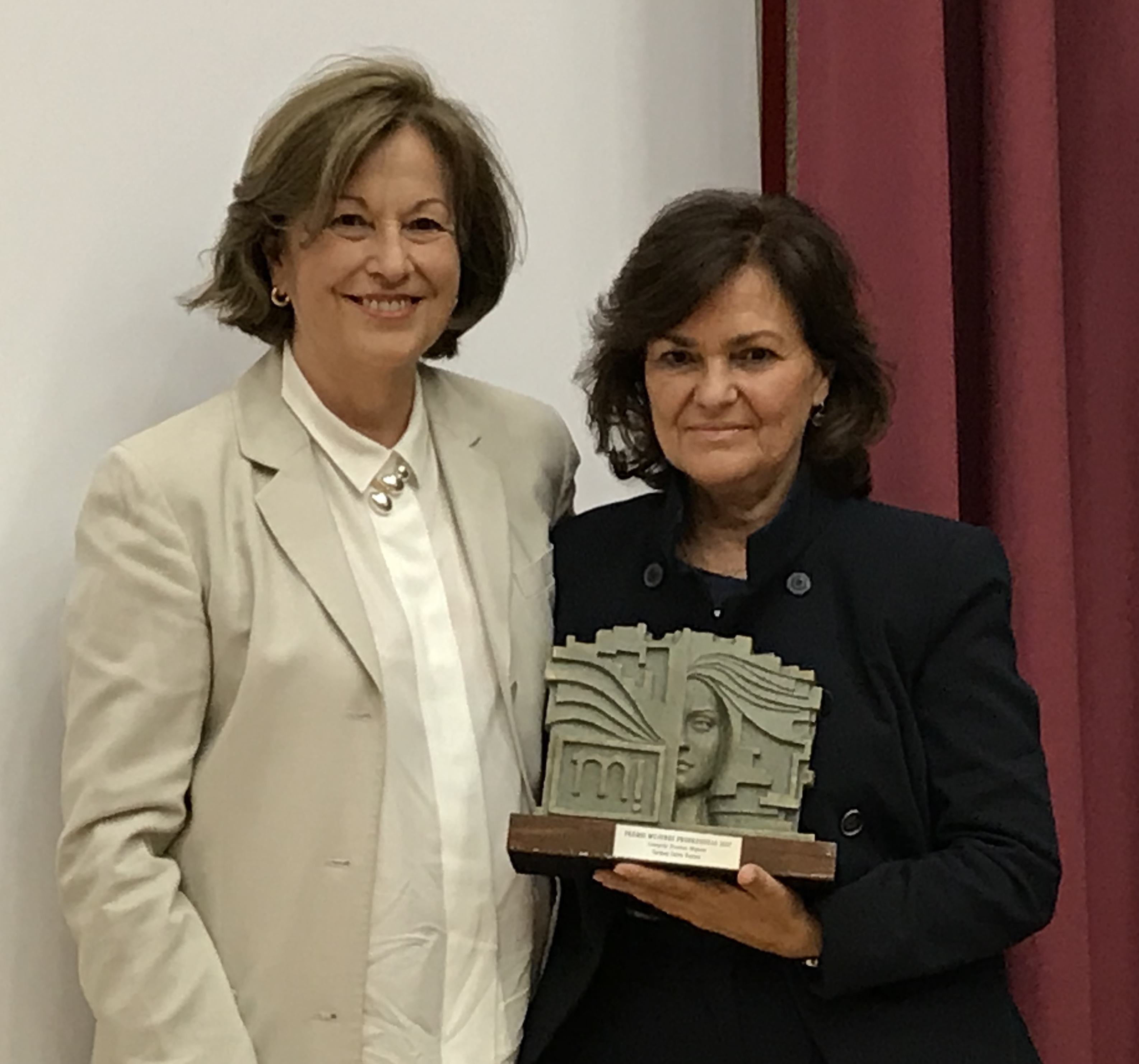
2017年获奖式

在2018年西班牙政府不信任案公决后，人民党主席拉霍伊被迫辞职，工人社会党总书记桑切斯成为新任西班牙首相。費利佩六世批准皇家法令，她被任命为副首相兼首相府、议会关系与平等大臣。6月7日在国王住所萨苏埃拉宫宣誓就职。在任期内，她专注于应对性别暴力等社会问题。2020年1月13日，她在第二次桑切斯内阁出任第一副首相，负责首相府、议会关系和民主记忆遗产等事务。

## 个人生活
她是前卡夫拉市市长何塞·卡尔沃的妹妹。19岁时与社会学家，前安达卢西亚自治区政府发言人曼努埃尔·佩雷斯结婚，22岁时生下一女儿。目前已经离婚。
她和女儿都喜爱摇滚乐。她还有两个孙女。
她也喜欢观看斗牛活动。

## 奖项与荣誉
- 1998年：科尔多瓦学会颁发的“银盒奖”[28]
- 2007年：卡洛斯三世大十字勋章[29]
- 2008年：卡夫拉荣誉市民称号（首位女性得主）[30]
- 2017年：西班牙进步妇女联合会颁发的年度“进步女性”奖[31]
- 2018年：拉蒙·鲁维亚尔基金会颁发的“维护社会主义价值观”奖[32][33]